# 야흐야 신와르
야흐야 이브라힘 하산 신와르(아랍어: يحيى إبراهيم حسن السنوار‎, 1962년 10월 29일~2024년 10월 16일)는 팔레스타인의 정치인이자 가자 지구와 하마스의 지도자이다. 그리고 2017년 2월부터 2024년 10월 사망할 때까지 가자 지구의 하마스 정부의 지도자로서, 이스마일 하니예의 뒤를 이어 두 직책을 모두 수행했다.
1948년 아랍-이스라엘 전쟁 때문에 아슈켈론에서 나왔던 신와르의 가족은 1962년 칸유니스 난민 캠프 (en)에서 신와르를 낳았다. 그는 가자 이슬람 대학교에서 아랍어 학사 학위를 취득했다.
1989년, 이스라엘 군인 2명과 팔레스타인인 4명을 납치해 일부 살해한 혐의로, 신와르는 이스라엘에서 종신형을 선고받아 길라드 샬리트 포로 교환이 일어난 2011년까지 투옥되었다. 2017년, 신와르는 하마스의 지도자로 선출되었다. 2021년, 그는 하마스 지도자로 재선되었다.

## 사망
2024년 10월 17일, 이스라엘 방위군과 신베트는 전날 가자 지구에서 작전 중 사망한 3명 중 신와르가 포함되었는지 여부를 조사 중이라고 밝혔지만, 이스라엘과 하마스는 당시 신와르의 사망을 공식적으로 확인하지 못했다. 다음 날 하마스 대원들에 대한 파업을 조사하던 IDF 군인들이 신와르와 매우 닮은 시신을 발견했으며, 그 시신에서 DNA 샘플을 채취했다는 보도가 나왔다. 신와르의 시신은 군용 피로와 쿠피야를 입고 AK-47을 들고 있는 채 발견되었다. 신와르의 시신에서 발견된 다른 물품 중에는 현금 4만 개의 국정원, 라이터, 신분증 서류 등이 있었다. 칸 라디오에 따르면 그의 동료들은 현금, 무기, 허위 신분증 서류를 소지한 채 발견되었다. 이스라엘의 한 병리학자는 신와르가 미사일 발사로 인해 오른쪽 팔뚝에 부상을 입었고, 왼쪽 다리는 "파편으로 인해" 머리에 총을 맞아 사망했다고 보고했다.

## 참고 문헌
- Balousha, Hazam (2017년 2월 13일). “Hamas names hard-liner as its new political leader in Gaza”. 《워싱턴 포스트》 (영어).
- Beaumont, Peter (2017년 2월 13일). “Hamas elects hardliner Yahya Sinwar as its Gaza Strip chief”. 《가디언》 (영어).
- Levinson, Chaim (2023년 11월 8일). “"חנקתי אותו. הוא הבין שמגיע לו למות": העדויות של יחיא סינוואר כשנחקר בישראל”. 《하아레츠》 (히브리어).
- Al-Ridwan, Qassam (2010년 4월 15일). “نبذة عن حياة الأسير يحيى السنوار‏ مؤسس الجهاز الأمني لحركة المقاومة الإسلامية حماس”. 《팔레스타인 정보 센터 (en)》 (아랍어). 2016년 6월 24일에 원본 문서에서 보존된 문서. 2024년 1월 1일에 확인함.